# Črnivec (priimek)
Črnivec je priimek v Sloveniji, ki ga je po podatkih Statističnega urada Republike Slovenije na dan 1. januarja 2010 uporabljala 101  oseba in je med vsemi priimki po pogostosti uporabe uvrščen na 4.347. mesto.

## Znani nosilci priimka
- Aleš Črnivec (*1947), rally voznik (= fotograf Dela, prej član Buldogov) ?
- Anica Črnivec, igralka, nekoč Slovenka z najdaljšimi lasmi
- Anton Črnivec (1856—1936), matematik, fizik, pedagog, pisec učbenikov
- Blaž Črnivec, rock-kitarist
- Borut Črnivec, planinsko-smučarski publicist
- Janez Črnivec (1932—2022), inž. gradbeništva
- Ljub(ic)a Črnivec, prevajalka
- Matjaž Črnivec, Svetopisemska družba Slovenije
- Miroslav Črnivec
  - Miroslav Črnivec (1904—1986), geodet, astronom
  - Miroslav Črnivec (1930—1997), geodet, kartograf
- Nina Črnivec, meteorologinja in podnebna znanstvenica
- Sergej Črnivec > glej Sergej Černivec
- Vesna Črnivec (*1950), fotografinja, grafičarka, večmedijska umetnica